# ちょっきんぱにっく
『ちょっきんぱにっく』は、やぎさわ景一による日本のギャグ漫画作品。秋田書店の漫画雑誌『チャンピオンRED いちご』にて、2007年VOL.2より連載していた。

## あらすじ
不器用な少年・布内和夫の前に、ある日突然見知らぬ幼女が現れる。彼女は和夫が使っている羅紗切鋏の付喪神である。布を切るための鋏である自分を、紙やビニールを切るのに使われたり、汁物の袋を切らされたせいで汁で汚されたりしたことを恨みに思い、100年間使われ続けて付喪神になれたのを機に復讐しに来たのだ。
その後、ハサミと一緒に暮らし始めた和夫の前に、今度は縫い針の付喪神が現れる。

## 登場人物
布内 和夫（きれない かずお）
主人公。中学生になっても1人で雑誌の袋とじやパッケージのビニールもまともに切れないほど不器用。
オタク趣味で、部屋に美少女フィギュアがたくさんある。
ハサミ
羅紗切鋏の付喪神。和夫の祖母の代から使われ続けて100年目となったため、付喪神になった。
外見が幼い少女なのは、持ち主の感情によるもので、和夫の理想の姿を表しているからだという。
両足で挟み込むようにして物を切断する。椅子や丸めた絨毯をあっさりと切ることも出来る一方、スイカやケーキを等分にきれいに切ることも出来る。元が裁縫用の羅紗切鋏であるため、布以外の物を切らされるのを嫌がる。
“鋏撃ち”という分身技を使える。
ピン子（ピンこ）
縫い針の付喪神。本体である針が曲がっていたためか、性格が少し悪い。ピン子という名前は、針のことをピンともいうから、という理由で和夫につけられた。
指先を鋭く尖った針に変形させ、高速で物に穴をあけることが出来る。裁縫が得意で、裁縫教室の手伝いのバイトをしてお金を稼いでいる。
ハサミをライバル視している。
和夫の母（かずおのはは）
和夫の母親。突然現れたハサミやピン子を、可愛いからといって、あっさり受け入れて家族同然に扱っている。
子供が悪いことをすればちゃんと叱る大人だが、和夫には甘く、袋などを開けられないと言われたら代わって開けてあげてしまうため、和夫は何時まで経っても不器用なままである。
委員長
和夫のクラスメイト。和夫に片想いしているが、その気持ちは伝わっていない。泳げない。
友香
銭湯「べるさい湯」の番台の女性。

## その他
環境戦隊ガイアマン（かんきょうせんたいガイアマン）
毎週日曜日の朝に放映されているヒーロー番組。

## 書誌情報
- やぎさわ景一 『ちょっきんぱにっく』 秋田書店〈チャンピオンREDコミックス〉既刊1巻
  1. 2009年4月20日発売　ISBN 978-4-253-23373-6